# Kinnin
Kinnin o Kindin è il nome con cui sono designati i tuareg nel Ciad, sia in kanembu sia in kanuri sia in arabo dialettale (kinin nelle lingue dei Tebu). L'origine del nome è il tuareg Kel Denneg ("Quelli dell'est"), designazione di una grande confederazione presente nel Niger. Comunque oggi il termine si applica in modo indifferente a tutti i Tuareg, di qualunque provenienza.
In particolare, un gruppo di Kinnin si segnala in un quartiere di Abéché, che da essi prende il nome: Hille Kinnin (originariamente un villaggio a sé, oggi inglobato nel tessuto urbano). Il nucleo più importante di questo gruppo è costituito da Tuareg di diversa provenienza (Kel Gress, Kel Azawak, Izayaken, Tagama, Kel Tamat) che si unirono, nei primi anni del Novecento, alle forze della Senussia guidate dal ribelle Kawesan (in francese trascritto anche Kaocen), che condussero una lotta armata durata diversi anni e sedata solo nel 1918.
Di fatto, i Kinnin sono tuttora seguaci della Senussia e appaiono molto zelanti nelle pratiche della religione. Il nome Senussi viene utilizzato con una certa frequenza nell'onomastica.
Secondo Chapelle (1987), nel 1932 i Francesi avrebbero riportato in patria la maggior parte dei Tuareg che si erano stabiliti nel Ciad, mentre i loro "artigiani" (gli appartenenti alla casta degli Inaden, spesso denominati "fabbri") stanziati nelle regioni di Ouaddaï e Ennedi avrebbero preferito rimanervi.
Nel 1995 i Kinnin di Abéché erano calcolati intorno alle 600 unità. La lingua tuareg, ancora conosciuta dai Kinnin di età superiore ai 20 anni (dati sempre del 1995), ma praticata soprattutto dagli anziani e col ruolo, qualche volta, di "lingua segreta", è in netto regresso, ed oggi tutti i Kinnin capiscono e parlano l'arabo ciadiano.
L'attività principale dei Kinnin è oggi il commercio. Molte donne praticano la tessitura di chamla (tappeti di pelo di pecora e di capra), considerandola tradizionale, anche se questa attività non lo è presso i Tuareg del Niger e probabilmente è stata appresa presso altre popolazioni ciadiane.
I Kinnin, che continuano a designare se stessi col termine tuareg imajeghan (ma la lingua con  l'espressione araba kalam Kinnin), hanno mantenuto vive alcune tradizioni tuareg, per esempio l'uso della takuba (la tipica spada tuareg) e le feste tindé. Altre usanze sono cadute in desuetudine, come l'uso della tagelmust, il velo per coprirsi il volto da parte degli uomini. Su pressione dell'ambiente circostante sono state inoltre acquisite abitudini estranee alla cultura tuareg d'origine, come la poligamia e, di recente, l'escissione del clitoride delle ragazze.